# Barna-Zsolt Akacsos
Barna-Zsolt „Axy“ Akacsos (* 12. September 1967 in Sfântu Gheorghe, Rumänien) ist ein ehemaliger rumänischer Handballspieler und ehemaliger Handballtrainer.

## Spielerkarriere

### Verein
Akacsos erlernte das Handballspielen in seiner rumänischen Heimat. Mit dem HC Baia Mare wurde er 1988 Pokal- und Europapokalsieger. Im Folgejahr wurde er mit Steaua Bukarest rumänischer Meister. Nach seinem Wechsel zu Frisch Auf Göppingen sicherte er sich in der Saison 1990/91 den Titel des Torschützenkönigs in der 2. Liga Süd. Weitere Vereine waren CSG Erlangen, SG VTB/Altjührden, PSV Wilhelmshaven und ATSV Habenhausen. Seine aktive Karriere beendete Akacsos bei der 2. Mannschaft der HSG Varel-Friesland.

### Spielweise
Die Spielweise von Akacsos, seines Zeichens Linkshänder und im Rückraum eingesetzt, wurde unter anderem als "elegant" beschrieben.

### Nationalmannschaft
Für die rumänische Handballnationalmannschaft lief Akacsos 34 Mal auf. Andere Quellen nennen 55 Länderspiele.

## Trainerkarriere
Zunächst war Akacsos Jugendtrainer sowie Spielertrainer der 2. Mannschaft der HSG Varel-Friesland. Es folgte ein Engagement in seiner Heimat Rumänien, ehe er in der Saison 2016/17 die Geschicke der SG HC Bremen/Hastedt lenkte.
Von der Saison 2017/18 bis zum Ende der Saison 2020/21 war Akacsos Trainer des TV Cloppenburg. Er gab das Traineramt aus beruflichen Gründen ab. Nachfolger wurde Leszek Krowicki.

## Privates
Akacsos' Ehefrau Elisabeth war ebenfalls als Handballerin, u. a. in der ersten ungarischen Liga, aktiv.